# 10-я армия (РККА)
10-я армия — одна из армий РККА, сформированная во время Гражданской войны.
Создана приказом РВС Южного фронта от 3 октября 1918 на основании директивы РВСР от 11 сентября 1918 из войск, действовавших в районе Царицына и Камышина. 4 мая 1920 переименована в 10-ю Терскую армию. Расформирована в июле 1920. Входила в состав: Южного фронта, Юго-Восточного фронта (c 1 октября 1919), Кавказского фронта (с 16 января 1920).

## Состав
В состав армии входили:
- 1-я Коммунистическая стрелковая дивизия (октябрь 1918 — январь 1919)[3]
- 1-я Котельниковская стрелковая дивизия (октябрь — ноябрь 1918)
- 1-я Северо-Кубанская сводная стрелковая дивизия (октябрь — ноябрь 1918)
- 1-я Камышинская стрелковая дивизия (октябрь 1918 — март 1919)
- 1-я Стальная стрелковая дивизия (октябрь 1918 — январь 1919)
- 14-я стрелковая дивизия (1-го формирования) (июнь — июль 1920)
- 16-я стрелковая дивизия (апрель — май 1920)
- 20-я Пензенская стрелковая дивизия (декабрь 1919 — февраль 1920; март — апрель 1920)
- 28-я стрелковая дивизия (август 1919 — апрель 1920)
- 32-я стрелковая дивизия (март 1919 — апрель 1920)
- 33-я стрелковая дивизия (апрель — май 1920)
- 34-я стрелковая дивизия (июнь — июль 1919, февраль; март — апрель 1920)
- 37-я стрелковая дивизия (октябрь 1918 — февраль 1920)
- 38-я стрелковая дивизия (октябрь 1918 — февраль 1920)
- 39-я стрелковая дивизия (ноябрь 1918 — март 1920)
- 40-я стрелковая дивизия (апрель — июнь 1920)
- 50-я стрелковая дивизия (февраль 1920)
- Котлубано-Бузиновская стрелковая дивизия (октябрь — дек. 1918)
- конный корпус Будённого (июнь — сентябрь 1919)
- Конно-сводный корпус (сентябрь — ноябрь 1919)
- 1-й конный корпус (апрель — июнь 1920)
- 1-я Кавказская кавалерийская дивизия (декабрь 1919 — февраль 1920, апрель 1920)
- 2-я Кавказская кавалерийская дивизия (май — июнь 1920)
- 4-я Ленинградская кавалерийская дивизия (ноябрь 1918 — июль 1919)
- 6-я кавалерийская дивизия (март — июнь 1919)
- 7-я кавалерийская дивизия (июнь 1919)
- 9-я кавалерийская дивизия (февраль 1920, апрель 1920)
- 12-я кавалерийская дивизия (январь — февраль 1920, апрель — июль 1920)
- Отдельная (впоследствии 18-я) кавалерийская дивизия (апрель 1920)
- резервная бригада (октябрь 1918)

## Боевые действия
В октябре 1918 — январе 1919 гг. армия вела оборонительные бои против донских казаков под Камышином и Царицыном, отражая наступление Донской армии генерала П. Н. Краснова. С середины февраля 1919 года участвовала в контрнаступлении Южного фронта 1918—1919 в ходе которого разгромила часть  казачьих войск и во взаимодействии с 9-й армией принудила их царицынскую группировку   отойти к реке Маныч.
С мая 1919 года 10-я армия отражала наступление сил Кавказской армии генерала П. Н. Врангеля, под воздействием её фланговых ударов вынуждена была отойти в район Царицына, а затем к Камышину, участвовала в обороне Царицына. C 23 июля входила в состав Особой группы В. И. Шорина и вела бои в августовском контрнаступлении Южного фронта, нанесла поражение частям Кавказской армии генерала Врангеля и вышла в район среднего течения реки Дон.
В октябре 1919 года в составе Юго-Восточного фронта продолжала вести упорные оборонительные бои с белыми войсками в районе Камышина, обеспечивая своими активными действиями контрнаступление Южного фронта с целью разгрома войск   Деникина. Во второй половине ноября 1919 года армия в составе фронта участвовала в общем наступлении советских войск на юге страны, в ходе которого разбила противостоящие части Кавказской армии и 3 января 1920 года заняла Царицын. После переименования Юго-Восточного фронта в Кавказский (16 января 1920 года) в его составе. В январе — марте участвовала в Северо-Кавказской операции 1920 года.
Весной и летом 1920 года продолжала вести успешное наступление южнее реки Дон и во взаимодействии с 9-й и 11-й армиями освободила районы Ставрополья, завершив разгром белогвардейцев на Северном Кавказе. С 4 мая 1920 года была переименована в 10-ю Терскую Красную Армию Кавказского фронта. С апреля 1920 года вела борьбу с антисоветскими силами в Терской области.

## Командный состав
Командующие:
- Ворошилов К. Е. (3 октября - 18 декабря 1918)
- Худяков Н. А. (18 — 26 дек. 1918)
- Егоров А. И. (26 декабря 1918 — 25 мая 1919)
- Клюев Л. Л. (26 мая — 28 декабря 1919)
- Павлов А. В. (28 декабря 1919 - 20 июня 1920)
- Глаголев В. П. (20 июня — 8 июля 1920)

Члены РВС:
- Минин С. К. (21 октября — ноябрь 1918, июль — 23 сентября 1919)
- Межлаук В. И. (28 октября 1918 — 4 июня 1919)
- Окулов А. И. (26 октября — 26 декабря 1918)
- Щаденко Е. А. (ноября 1918 — января 1919)
- Легран Б. В. (26 декабря 1918 — 7 мая 1919)
- Ефремов М. Е. (28 января — 31 августа 1919)
- Сомов О. И. (18 апреля — 20 октября 1919)
- Знаменский А. А. (11 июня 1919 — 4 июля 1920)
- Михаилов Б. Д. (18 августа 1919 — 5 июня 1920)
- Подвойский Н. И. (31 января — 18 марта 1920)
- Квиркелия В. М. (30 мая — 8 июля 1920)

Начальники штаба:'
- Соколов (16 октября — 15 ноября 1918)
- Мацилецкий С.К. (15 ноября — 17 декабря 1918
- Казанов Н. Я. (17 — 26 декабря 1920)
- Клюев Л. Л. (26 декабря 1918 — 26 мая 1919)
- Кондратьев Б. Н. (26 мая — 28 августа 1919)
- Чернышёв В. Н. (28 августа 1919 — 15 июня 1920)
- Аппога Э. Ф. (15 июня — 8 июля 1920).

Инспектор кавалерии:
- Сергеев В.А. (с ноября 1918)